# Лучия Джованини
Лучѝя Джованѝни (на италиански: Lucia Giovannini) е италианска бивша манекенка, духовна учителка, треньорка по невролингвистично програмиране, активистка за околната среда и животните, и писателка на книги за самопомощ, психология и духовност.

## Биография и творчество
Лучия Джованини е родена през 1964 г. в град Болоня, Италия, в семейството на италиански корпоративен мениджър, който има офис в Африка. Израства в Африка – в Замбия, Танзания и Нигерия. През 80-те години започва да се занимава с моделство, за да плати образованието си, докато то не се превръща в нейна кариера. Стартира три различни бизнеса в индустрията за красота: модна агенция, училище за модели и студио, което организира модни ревюта и събития.
През 90-те години решава да стане мотивационен лектор. Получава бакалавърска степен по психоантропология и магистърска степен по невролингвистично програмиране и обучение по невросемантика. Има и докторска степен по психология и консултиране. Практикува като треньор метода Heal Your Life® на швейцарската психоложка Луиз Хей, за което е наричана от медиите „италианската Луиз Хей“. През 1999 г. основава сдружение BlessYou!, което се занимава с развитието на личностното и социално съзнание. Над 30 години, заедно със съпруга си Никола Рива, води курсове и семинари за частни лица и бизнес организации от цял свят, предимно в Италия, Швейцария, Бали и Тайланд. Член е на Американската асоциация на психолозите. През 2008 г. основава метода Whole other life®.
Първата ѝ книга „Толкова различен живот“ е издадена през 2008 г. Книгата става бестселър и е последвана от другите ѝ известни книги – „Заслужавам най-доброто“ и „Освободи живота си“.
Лучия Джованини живее със семейството си в Милано.

## Произведения
- Tutta un'altra vita (2008)[1][2][5]
Толкова различен живот: как да преодолеете страха и негативните емоции по пътя към мечтите си, ИК „Колибри“, София (2016), прев. Иво Йонков и Елица Попова
- Gli assi di cambiamento (2011) – DVD с брошура
- Donne per donne (2011) – DVD с брошура
- Sviluppa la tua zona di potere (2011) – аудиокнига
- I segreti dell'autostima (2011) – аудиокнига
- Frullato e Mangiato (2012)
- Mi merito il meglio (2013, 2019)
Заслужавам най-доброто, ИК „Колибри“, София (2019), прев. Иво Йонков
- Il crudo è servito (2013)
- Dolce e crudo (2013)
- Parole che trasformano (2013) – аудиокнига
- Il potere delle domande. Come fare le scelte giuste per cambiare la tua vita e riempirla d'amore (2014)
- Libera la tua vita. Come evitare le 15 trappole sulla strada della felicità (2014)
Освободи живота си: 15 клопки по пътя към щастието и как да ги избегнем, ИК „Колибри“, София (2015), прев. Иво Йонков
- Kit di pace interiore (2014) – аудиокнига
- Il potere del pensiero femminile. Intuito, libertà, autostima: ritrova te stessa e vivi la vita che desideri (2015)
- Risveglia il tuo potere femminile (2015) – видеокурс
- Il vegano per tutti (2015)
- La medicatione dell'anima (2016) – аудиокнига
- PNL e neuro-semantica. Come far funzionare al meglio mente, corpo ed emozioni (2016) – с Никола Рива
- I 4 colori della personalità. Relazioni, lavoro, intelligenza, futuro: conosci te stesso per espandere le tue potenzialità (2016)
- Crea la vita che vuoi (2017)
- Vincere senza conflitti (2017)
- Le vie dell'anima (2018, 2022)
- Le vie dell'anima — Carte (2018)
- Il permesso di essere felice (2020)
- Il permesso di essere felice - 52 Carte (2020)
- Il potere delle domande (2021)
- I codici della riconnessione (2021) – аудиокнига
- Meditazione alchemica (2021) – аудокнига
- Parole che guariscono (2022)
- Il cuore della Thailandia (2022)
- Dimagrire facil-mente (2023)